# Georg von Graevenitz (General, 1731)
Georg Adam von Graevenitz (* 26. Mai 1731 in Wesel; † 19. Oktober 1798 in Breslau) war ein preußischer Generalmajor und Kommandant von Breslau.

## Leben

### Herkunft
Seine Eltern waren Hans Friedrich Wilhelm von Graevenitz (1689–1746), Oberst sowie Kommandeur des Regiments „Walrave“ und dessen Ehefrau Helene Maria, geborene Hochklimmern († 1744), die er 1717 geheiratet hatte. Sein Bruder war der preußische General der Infanterie Friedrich August von Graevenitz.

### Militärkarriere
Graevenitz kam am 21. September 1741 an das Joachimsthaler Gymnasium. Im Jahr 1746 wurde er als Gefreitenkorporal im Infanterieregiment „von Schwerin“ der Preußischen Armee angestellt. Dort wurde er am 31. Mai 1751 Fähnrich und am 19. August 1756 als Sekondeleutnant in das Pionierregiment Nr. 49 versetzt. Während des Siebenjährigen Krieges kämpfte er bei der Belagerung von Neisse sowie an den Schlachten von Kay und Kunersdorf. In der Zeit wurde er am 10. August 1758 Premierleutnant.
Nach dem Krieg wurde er am 29. Januar 1766 Stabskapitän und bereits am 14. September 1766 Kapitän sowie Kompaniechef. Er nahm am Bayrischen Erbfolgekrieg teil und wurde am 17. September 1778 zum Major befördert. Am 1. Juni 1787 wurde er zum Kommandeur des Grenadierbataillon des Regiments ernannt. Am 16. Juni 1787 avancierte er zum Oberstleutnant und am 13. Juni 1789 zum Oberst. Am 15. Juli 1790 wurde er als Kommandant in die Festung Glatz versetzt. Am 6. November 1793 wurde er schließlich zum Generalmajor befördert sowie zum Kommandanten von Breslau ernannt. Er starb unverheiratet am 19. Oktober 1798 in Breslau.